# Напівбокс

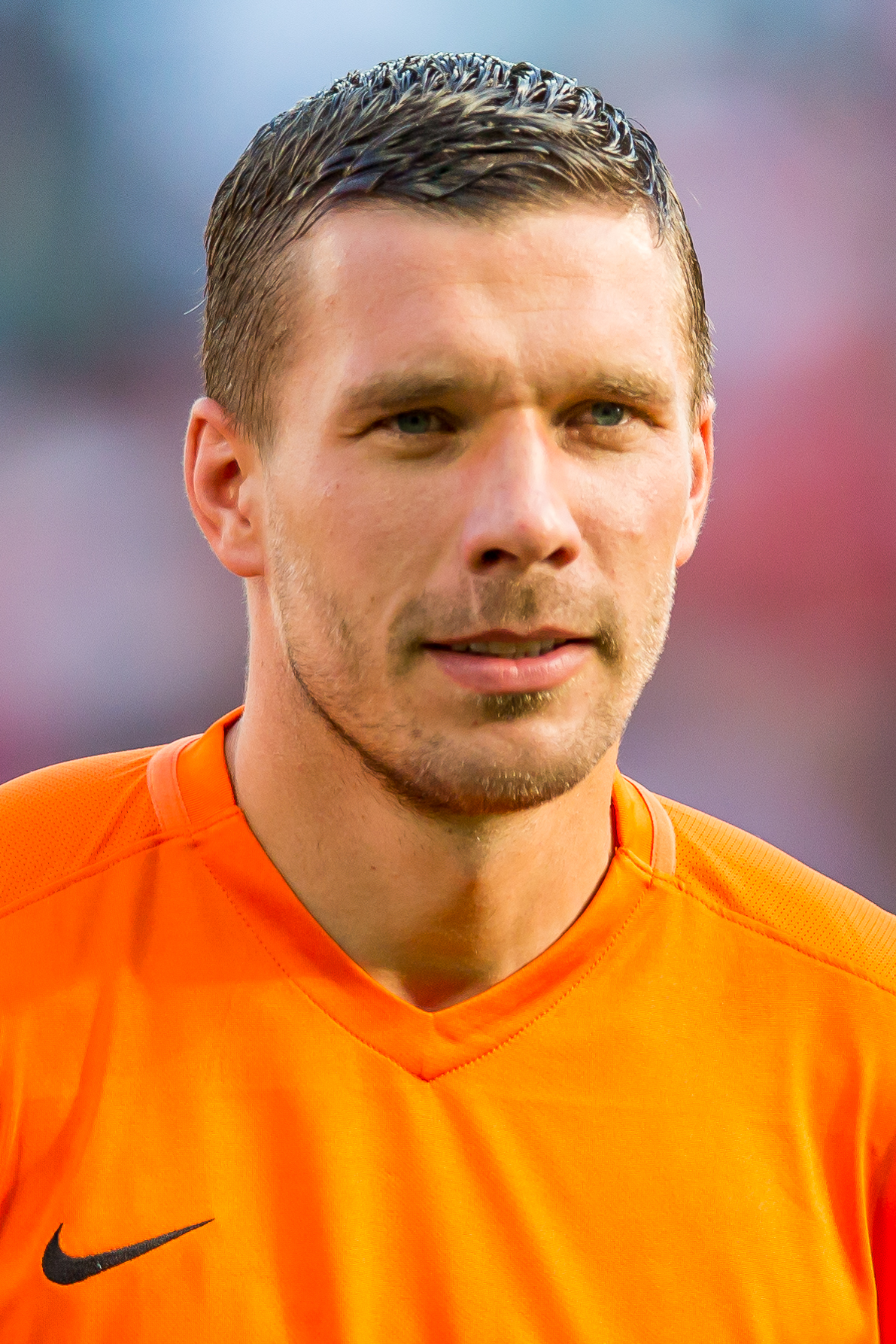
Лукас Подольскі із зачіскою напівбокс

Напівбокс  - це коротка зачіска,  при якій максимально довге волосся до 8 сантиметрів залишається біля тім'яної зони.  Довжина інших ділянок не перевищує позначки 2-3 сантиметрів
.
Головна особливість зачіски полягає в плавному, майже непомітному переході від короткого волосся біля скронь та потилиці до довшого на маківці.  Перевага цієї зачіски її універсальність, завдяки якій вона вигідно виглядає на будь-якому волоссі.  Крім цього, напівбокс надає чоловікові мужнього вигляду, робить його образ більш агресивним .
Вигідно чоловіча зачіска напівбокс виглядатиме у власників круглих облич. Градація різної довжини допоможе візуально витягнути обличчя, зробити його більш незграбним. Для чоловіків з овальними обличчами зачіска гармонійно наголосить на індивідуальних рисах. В свою чергу клієнтам з "квадратними" обличчами зачіска допоможе згладити чіткі грані і зробить риси м'якше
.